# Psusennes I
Psusennes I (del grec Ψουσέννης) o Psibkhanno o Hor-Pasebakhaenniut I que vol dir "L'estel apareix a la ciutat" (nom de tron Akheperre Setepenamun "Grans són les manifestacions de Ra, escollit d'Amon", nom d'Horus Kanekhetmededamon Ouserfaou Sekhaemouaset, nom nesut-bity Aakheperre Setepenamon Meriamon) fou el tercer faraó de la dinastia XXI d'Egipte que va regnar vers 1040 a 1000 aC. Se suposa que fou el fill de Pinedjem I i Duathathor-Henuttaui, filla de Ramsès XI, i de Tentamun I. Estava casat amb la seva germanastra Mutnedjmet i una altra esposa era Wiay. Els seus fills foren Amenemope, Ankhefenmut i Istemkheb.

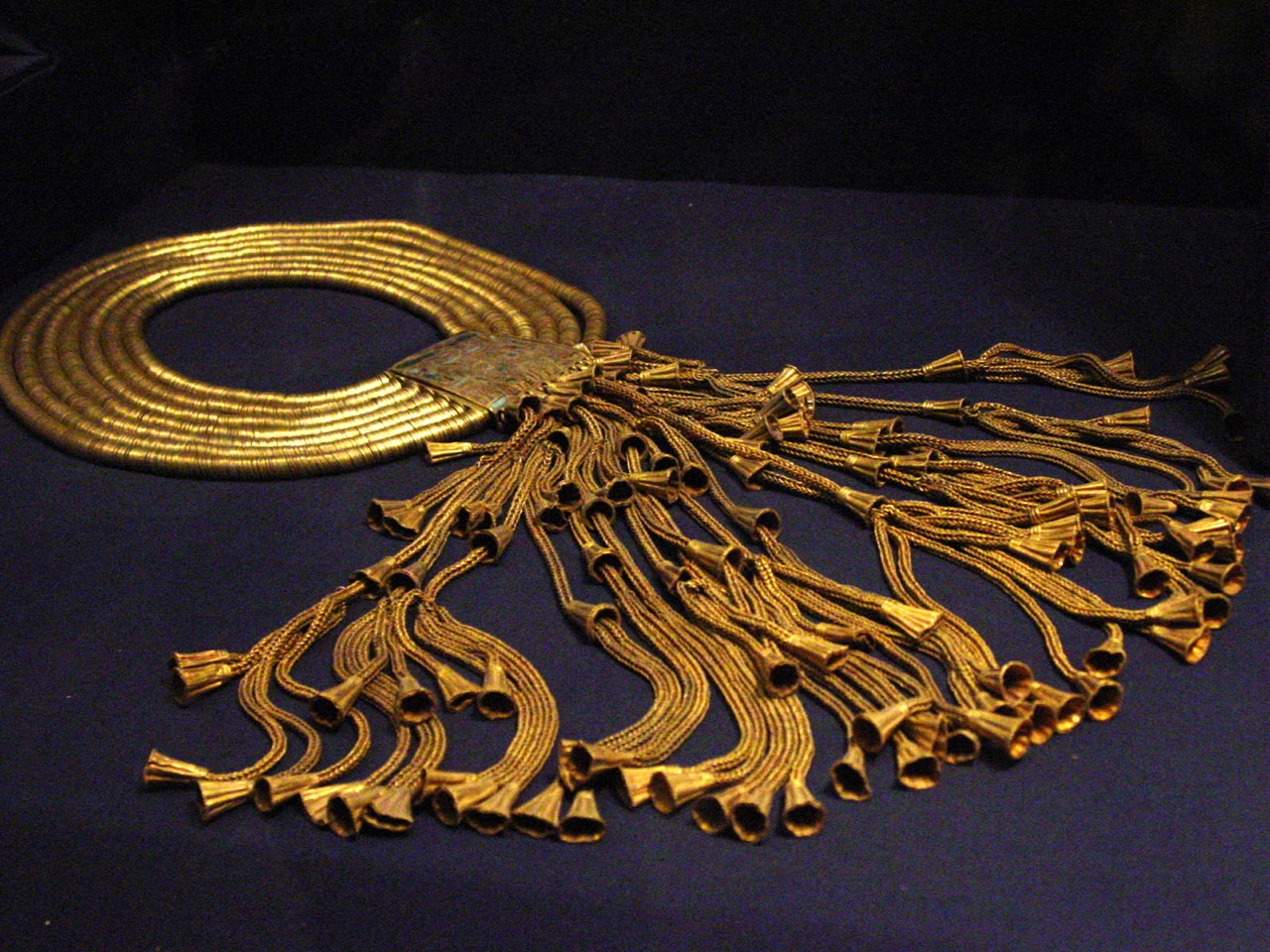
collar d'or i lapislàtzuli de Psusennes I, al museu del Caire

## Tomba
Pierre Montet va descobrir la tomba intacta (NRT III) a Tanis el 1940. Desgraciadament, degut a la humitat, molts dels objectes de fusta van quedar destruïts amb els segles mentre que en la tomba KV62 de Tutankhamon, en un lloc sec, es van recuperar tots. La màscara funerària del faraó era intacta i era d'or i lapislàtzuli amb incrustacions de vidre negre i blanc als ulls i les celles i és considerada una de les peces mestres dels tresors de Tanis i es troba a la cambra nº 2 del Museu d'Antiguitats Egípcies. Mesura 38 x 48 cm. Els dits de les mans i dels peus estaven encastats en recipients d'or, i fou enterrat amb sandàlies als peus. El recipient pels dits és el més elaborat mai trobat i té les ungles esculpides. Cada dit porta un elaborat anell d'or i lapislàtzuli o algun altra pedra preciosa. El sarcòfag del mig i el de l'exterior foren reciclats d'anteriors enterraments a la Vall dels Reis, procedents de robatoris a les tombes, freqüents en aquest temps i a vegades organitzat pel mateix govern; un cartutx a la part exterior mostre que fou originalment pel faraó Merneptah de la dinastia XIX, successor de Ramsès II. Psusennes mateix fou enterrat en un sarcòfag interior de plata decorat amb or. La plata era considerada una raresa a Egipte, més que l'or i, per tant, el seu sarcòfag representa un enterrament sumptuós i de gran riquesa tot i l'estat de declivi del país.

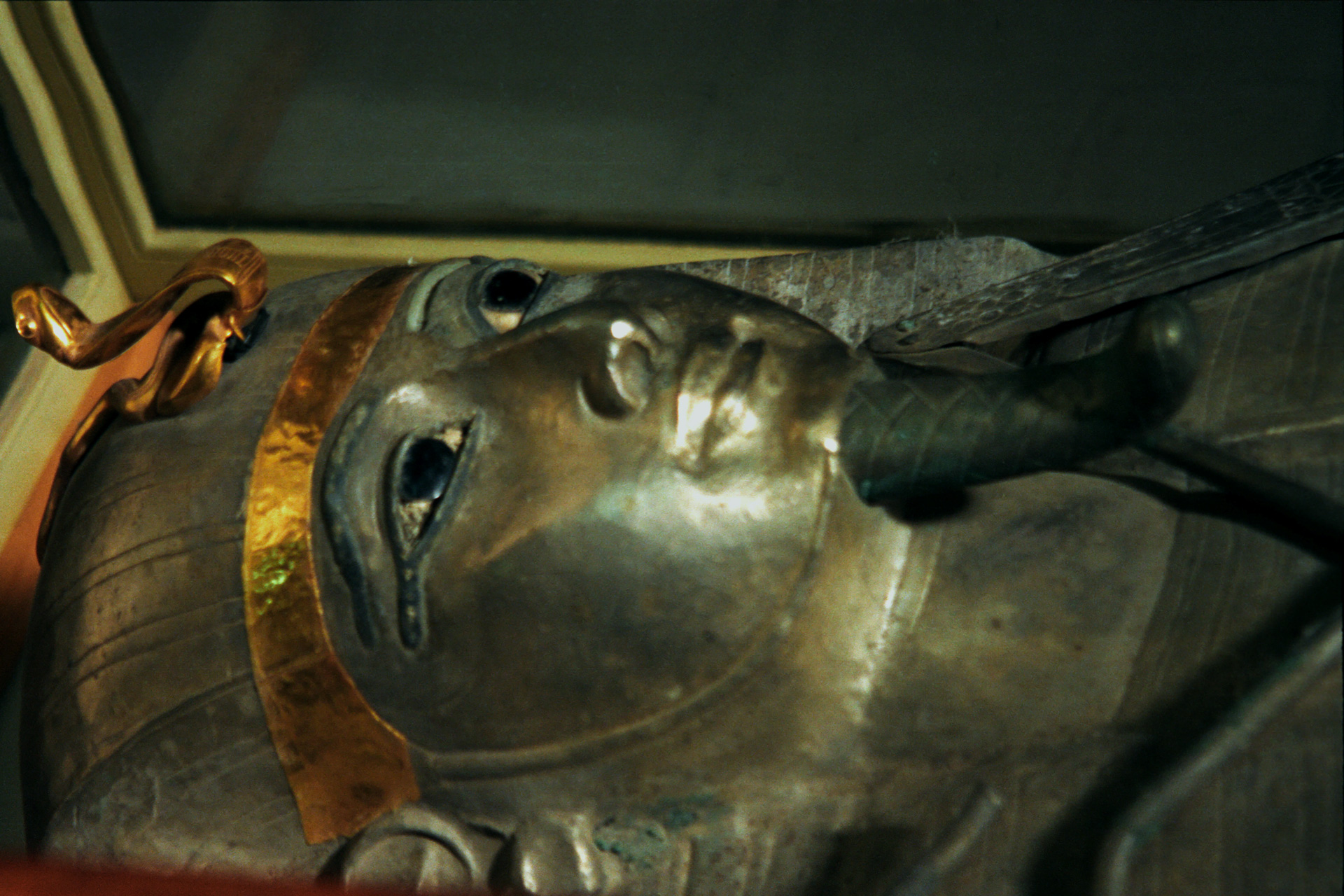
Sarcòfag de plata de Psusennes I, al museu del Cairo

El Dr. Douglass Derry, del departament d'anatomia de la Universitat del Caire, va examinar el cos el 1940, i va determinar que va morir de vell. Va notar que les seves dents estaven malament i plenes de cavitats i va poder constatar que el rei patia d'artritis i segurament anava coix els darrers anys.

## Regnat
Els anys de regnat exactes són desconeguts, ja que les còpies de Manetó indiquen o 41 o 46 anys. A l'Alt Egipte s'esmente un any 48è i un any 49è que alguns egiptòlegs li atribueixen però l'alemany Karl Jansen-Winkeln pensa que aquestes dates s'haurien d'atribuir als anys de servei com a Gran Sacerdot d'Amon de Menkheperre, que és explícitament documentat l'any 48è. Jansen-Winkeln noa que a la primera meitat de la dinastia XXI, Herihor, Pinedjem I i Menkheperre van tenir atributs i títols reials en diferents graus mentre els primers tres reis tanites (Smendes I, Amenemnisu i Psusennes I) mai són esmentats pel nom a l'Alt Egipte excepte el primer que ho és en un grafiti i una estela de pedra. En contrast, el nom dels successors de Psusennes com Amenemope, Osorkon i Siamon apareixen sovint en diversos documents de l'alt Egipte mentre el gran sacerdot tebà Pinedjem II que fou contemporani a Siamon, mai va adoptar atributs reials o títols durant el seu govern. Així les mencions a l'any 48è i les dues del 49è a Tebes i Kom Ombo poden ser atribuïdes al gran sacerdot Menkheperre de Tebes i no a Psusennes I, si bé sempre quedarà el dubte fins a nous descobriments. El seu regnat és estimat en 46 anys pels editors del 'Handbook to Ancient Egyptian Chronology. Psusennes I hauria tingut relacions cordials amb els grans sacerdots d'Amon a Tebes doncs el gran sacerdot Smendes II va fer donació de diverses estàtues de déus a Psusennes I que foren tornades a la tomba de Psusennes II.
En el seu regnat Psusennes I va construir una muralla i la part central del gran temple de Tanis que fou dedicat a la triada Amon-Mut-Khonsu. El va succeir el seu fill Amenemope.